# Leopoldo Alas Mínguez
Leopoldo Alas Mínguez (4. září 1962, Arnedo, La Rioja – 1. srpna 2008, Madrid) byl španělský spisovatel, potomek Leopolda Alasa zvaného Clarín.
Studoval italštinu a zajímal se o všechny literární žánry. V období 1987 až 1992 vedl časopis Signos. Od roku 1986 spolupracoval s různými periodiky. Patří mezi významné představitele soudobé španělské gay literatury.

## Dílo
romány
- África entera tocando el tam tam (1981)
- Descuentos (1986)

poezie
- Los palcos (1988)
- La condición y el tiempo (1992)
- La posesión del miedo (1996)
- El triunfo del vacío (2004)
- Concierto del desorden (2007)
- Nostalgia de siglos y Con estas mismas distancias (2011)

novely
- Bochorno (1991)
- El extraño caso de Gaspar Ganijosa (2001)
- A través de un espejo oscuro (2005)
- La loca aventura de vivir (vydáno posmrtně, 2009)

eseje
- La orgía de los cultos (1989)
- De la acera de enfrente (1994)
- Hablar desde el trapecio (1995)
- Los amores periféricos (1997)
- Ojo de loca no se equivoca (2002)

divadelní hry
- Última toma (1985)
- La pasión de madame Artú (1992)
- Sin demonio no hay fortuna (1987), operní libreto
- Estamos en el aire (1991), operní libreto